# Paul Holsby

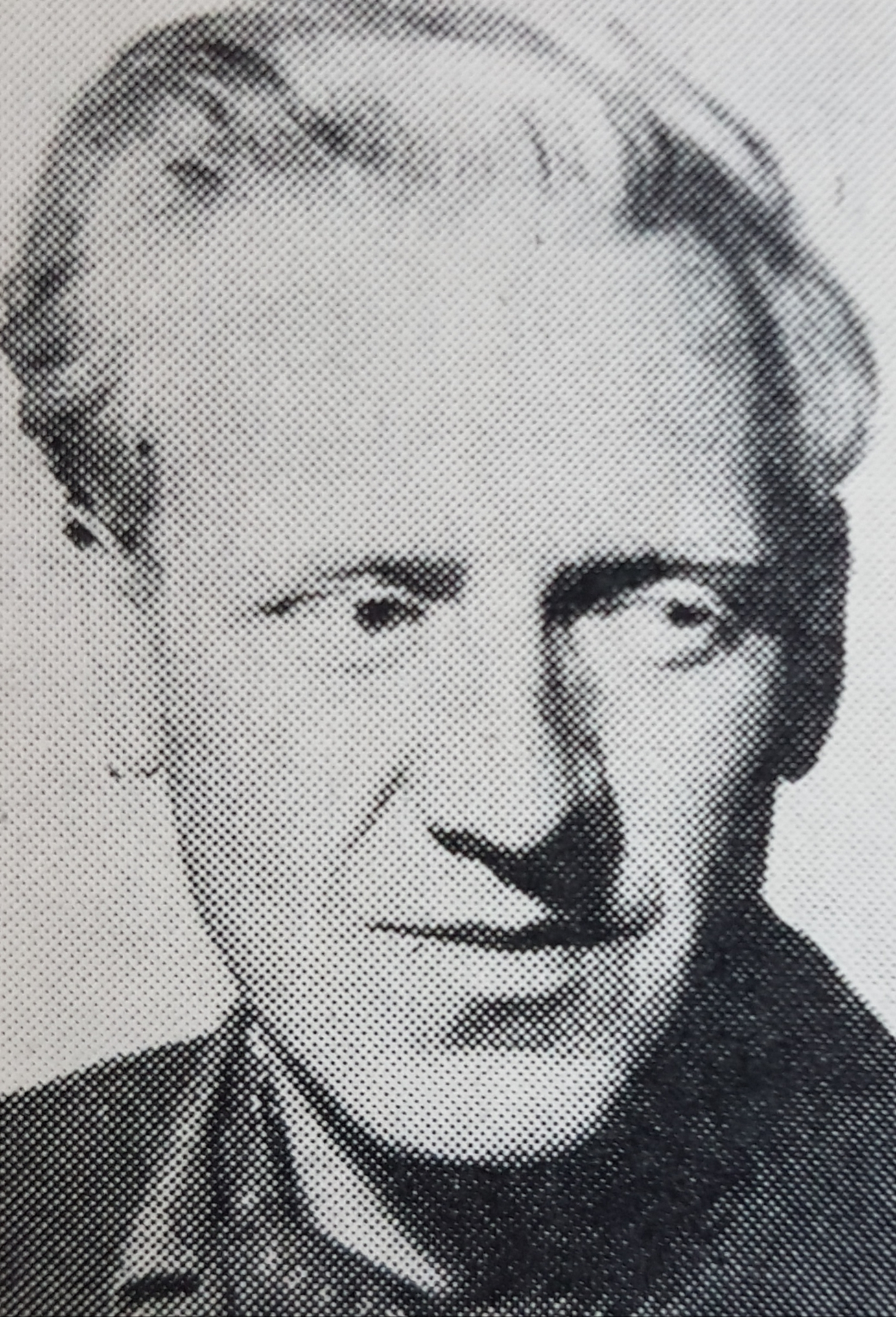
Paul Holsby

Paul Georg Holsby, född 1 september 1921 i Norrtälje, död  15 december 2007 i Höganäs, var en svensk målare och grafiker.
Han var son till pastorn Georg Holsby och Ester Sandberg och från 1964 gift med Marianne Dahl.  Holsby studerade för André Lhote i Paris och under studieresor till Schweiz, Frankrike, Nederländerna, Belgien och Sicilien. Han var medlen i konstnärsgruppen Skånsk treklöver som han bildade tillsammans med Harry Roskvist och Gillis Sahlin och ställde ut med gruppen i bland annat Helsingborg, Göteborg, Eskilstuna, Stockholm, Örebro, Umeå, Amsterdam, Helsingfors och Köpenhamn. Separat ställde han ut ett tiotal gånger i Paris från 1957 och i Tyskland, USA och Kanada. Holsby är representerad vid Nationalmuseum, Kalmar konstmuseum, Norrbottens museum, Eskilstuna konstmuseum, Institut Tessin och Circle Saint Exupéry i Tours.